# Gordon Brown (sculpteur)
Pour les articles homonymes, voir Gordon Brown (homonymie) et Brown.
Gordon Brown (né le 7 avril 1958 à Iserlohn et mort le 24 octobre 2020 dans la même ville) est un sculpteur allemand.

## Biographie
Né d'un père canadien et d'une mère allemande, Gordon Brown passe son enfance en Colombie-Britannique puis en Allemagne. Il apprend la menuiserie et la sculpture sur bois, est un artiste autodidacte de 1985 à 1992 puis étudie le design et notamment la sculpture à la Fachhochschule Dortmund auprès de Werner Nöfer. De 1997 à 1999, il est professeur dans cette école. En 1997, il crée son atelier à Hamm.
Le sculpteur vécut un temps à Hamm avec l'auteur Marion Gay.

## Œuvre
Gordon Brown conçoit ses œuvres sur des séries. La série la plus connue et la plus développée est La Vie de bateaux qu'il fait depuis 1995. La plupart de ces bateaux se trouvent au musée de l'abbaye de Liesborn. La sculpture en bois Navire-mère, par exemple, est un navire qui contient beaucoup de petits bateaux. Parfois le motif du bateau aboutit à quelque chose d'abstrait. Brown travaille ses pièces complexes avec des ciseaux, des tronçonneuses, du papier de verre, des becs Bunsen ou des meuleuses d'angle.

## Source de la traduction
- (de) Cet article est partiellement ou en totalité issu de l’article de Wikipédia en allemand intitulé « Gordon Brown (Künstler) » (voir la liste des auteurs).